# Insula Vancouver
Insula Vancouver (în engleză Vancouver Island) denumit mai demult și Quadra, (numele actual provenit de la navigatorul George Vancouver, 1757-1798, fost ofițer britanic) se află amplasată în Pacific în apropiere de coasta de vest canadiană. Din punct de vedere administrativ aparține de provincia  British Columbia. Orașul cel mai important de pe insulă este Victoria, Columbia Britanică. Insula are lungimea de peste 450 km, lățimea de 100 km și suprafața de 32.100 km², fiind despărțită de continentul american prin strâmtoarea Juan-de-Fuca. Pe insulă se află Parcul Național  Strathcona (2.500 km²), muntele cel mai înalt fiind Golden Hinde cu altitudinea de 2195 m deasupra n.m.